# Ерін МакКарлі
Ерін Елізабет МакКарлі (англ. Erin Elizabeth McCarley; нар. 8 січня 1979, Ґарланд, Техас, США) — американська співачка у жанрі Adult contemporary music, автор пісень та музикант. У 2009 випустила свій дебютний альбом «Love, Save the Empty», а у 2012 другу платівку «My Stadium Electric». Її роботи порівнюють із піснями Sara Bareilles, Регіною Спектор та Шеріл Кроу.

## Дискографія
Альбоми
- Love, Save the Empty (2009)
- My Stadium Electric (2012)
- Yu Yī (2017)

Сингли
- "Pony (It's OK)" - 2008
- "Love, Save the Empty" - 2009
- "Pitter-Pat" - 2009
- "In My Veins" із Andrew Belle - February 2010
- "Every Subway Car" із Barenaked Ladies" - March 2010
- "Amber Waves" - 2012
- "Out Of The Fog" - 2015
- "G O O D" - 2016
- "DieDieDie" - 2017

## Виконання на телешоу
- Пізнє шоу з Девідом Леттерманом - 6 січня 2009
- The Tonight Show with Jay Leno - 12 лютого 2009
- The Late Late Show with Craig Ferguson - 29 травня 2009, 20 квітня 2010